# Communauté de communes de Vie et Boulogne
Die Communauté de communes de Vie et Boulogne (inoffiziell auch: Communauté de communes Vie et Boulogne) ist ein französischer Gemeindeverband mit der Rechtsform einer Communauté de communes im Département Vendée in der Region Pays de la Loire. Sie wurde am 21. Dezember 2016 gegründet und umfasst 15 Gemeinden. Der Verwaltungssitz befindet sich im Ort Le Poiré-sur-Vie.

## Historische Entwicklung
Der Gemeindeverband entstand mit Wirkung vom 1. Januar 2017 durch die Fusion der Vorgängerorganisationen
- Communauté de communes de Vie et Boulogne (vor 2017) und der
- Communauté de communes du Pays de Paluau (ohne der Gemeinde Saint-Christophe-du-Ligneron, die sich der Challans-Gois Communauté anschloss).

## Mitgliedsgemeinden
| Gemeinde                                  | Einwohner 1. Januar 2022 | Fläche km² | Dichte Einw./km² | Code INSEE | Postleitzahl |
| ----------------------------------------- | ------------------------ | ---------- | ---------------- | ---------- | ------------ |
| Aizenay                                   | 10.218                   | 81,06      | 126              | 85003      | 85190        |
| Apremont                                  | 2.028                    | 29,73      | 68               | 85006      | 85220        |
| Beaufou                                   | 1.654                    | 29,06      | 57               | 85015      | 85170        |
| Bellevigny                                | 6.239                    | 38,52      | 162              | 85019      | 85170        |
| Falleron                                  | 1.704                    | 28,64      | 59               | 85086      | 85670        |
| Grand’Landes                              | 725                      | 20,49      | 35               | 85102      | 85670        |
| La Chapelle-Palluau                       | 1.108                    | 13,01      | 85               | 85055      | 85670        |
| La Genétouze                              | 1.963                    | 13,12      | 150              | 85098      | 85190        |
| Le Poiré-sur-Vie                          | 8.637                    | 71,90      | 120              | 85178      | 85170        |
| Les Lucs-sur-Boulogne                     | 3.671                    | 53,15      | 69               | 85129      | 85170        |
| Maché                                     | 1.754                    | 18,13      | 97               | 85130      | 85190        |
| Palluau                                   | 1.110                    | 7,43       | 149              | 85169      | 85670        |
| Saint-Denis-la-Chevasse                   | 2.425                    | 39,47      | 61               | 85208      | 85170        |
| Saint-Étienne-du-Bois                     | 2.251                    | 29,44      | 76               | 85210      | 85670        |
| Saint-Paul-Mont-Penit                     | 857                      | 16,58      | 52               | 85260      | 85670        |
| Communauté de communes de Vie et Boulogne | 46.344                   | 489,73     | 95               | –          | –            |